# Parque nacional Edmund Kennedy
El parque nacional Edmund Kennedy es un parque nacional en Queensland (Australia), ubicado a 200 km al sur de Cairns, 170 km al norte de Townsville, 5 km al norte de Cardwell y a 1269 km al noroeste de Brisbane.
Véase también:
- Zonas protegidas de Queensland